# Monocentrus rostratus
Monocentrus rostratus är en insektsart som beskrevs av Boulard 1971. Monocentrus rostratus ingår i släktet Monocentrus och familjen hornstritar. Inga underarter finns listade i Catalogue of Life.